# Пичман, Франц
Франц Пичман (нем. Franz Pitschmann, р. 16 декабря 1954) — австрийский борец греко-римского стиля, призёр чемпионатов мира и Европы.

## Биография
Родился в 1954 году в Халль-ин-Тироле. В 1976 году принял участие в Олимпийских играх в Монреале, но успеха не добился. В 1980 году занял 12-е место на чемпионате Европы, а также принял участие в Олимпийских играх в Москве, но успеха не добился. В 1981 году стал бронзовым призёром чемпионата мира, но на чемпионате Европы был лишь 11-м. На чемпионате мира 1983 года занял 8-е место. В 1984 году занял 5-е место на чемпионате Европы, а на Олимпийских играх в Лос-Анджелесе тоже стал 5-м. В 1985 году вновь занял 5-е место на чемпионате Европы. На чемпионате Европы 1986 года завоевал серебряную медаль. В 1987 году занял 15-е место на чемпионате мира. В 1988 году принял участие в Олимпийских играх в Сеуле, и занял там 6-е место. На чемпионатах мира 1989 и 1991 годов был 8-м.